# Netuma patriciae
Netuma patriciae — вид морських сомоподібних риб родини арієвих (Ariidae). Описаний у 2019 році.

## Етимологія
Вид названо на честь Патриції Кайлоли, співробітниці Південнотихоокеанського університету та компанії Pacific Dialogue Ltd.

## Поширення
Ендемік Філіппін. Трапляється біля узбережжя острова Панай та у Манільській затоці.

## Опис
Риба виростає до 30,3 см.